# 聖フランチェスコ (スルバラン)
『聖フランチェスコ』（せいフランチェスコ、仏: Saint François, 英: Saint Francis）は、スペインのバロック絵画の巨匠フランシスコ・デ・スルバランが1650-1660年にキャンバス上に油彩で制作した絵画である。画家が数多く描いたアッシジのフランチェスコを描いた作品のうちの1つであるが、教皇ニコラウス5世が聖フランチェスコの墓の中で見たという幻視を描いている。作品はリヨン美術館に所蔵されており、19世紀以前にフランスにあったことが知られる唯一の作品である。別のヴァージョンがボストン美術館とカタルーニャ美術館に収蔵されている。

## 作品
作品は本来、マドリードの修道院のために制作されたようである。その後、マリー・テレーズ・ドートリッシュは作品をリヨンの「コリネット (Colinettes) 」と呼ばれたフランシスコ会士の修道院に贈った。この修道院は1655年にド・コリニー (Coligny) 侯爵夫妻により設立された。フランス革命の折際に、作品は画家・版画家のジャン＝ジャック・ド・ボワシュー ( Jean-Jacques de Boissieu)  に売却され、1797年に彼の版画の1つ『砂漠の父たち (Les pères du désert) 』のモデルに用いられた。1807年に、ド・ボワシューは作品をリヨン美術館に売却し、現在、美術館に展示されている。作品は長い間、ホセ・デ・リベーラに誤って帰属されていたが、1847年にスルバランに帰属された。
スルバランが描いた数々の聖フランチェスコの絵画の中でも、本作は主題の奇怪さによって特別の位置を占めている。彫像のような人物像は、17世紀にしばしば描かれたフランシスコ会の伝説に取材したものである。1449年、教皇ニコラウス5世はアッシジのフランチェスコ聖堂を訪れ、その地下室を調査することになった。午前5時に、教皇は少人数のグループを伴なって地下に下り、たいまつの明かりで地下室の周囲を照らし始めた。すると突然ゆらめく光が平らな大理石の上に直立の姿勢で置かれていた聖フランチェスコの遺体に降り注いだ。しっかりと組み合わせた聖人の両手は修道服の幅広い袖に覆われ、両目が天を仰いでいた。ニコラウス5世は、この奇蹟的に保存されていた遺体の前に跪いた。そして聖フランチェスコの修道服の端をそっと持ち上げて片足を覗いてみると、あたかも聖痕を受けたばかりのようにそこから血が流れ出ていたという。
この絵画では劇的な要素が排除されているばかりか、奇蹟的な姿そのもの以外は一切のものが完全に排除されてしまっている。その結果、鑑賞者はあたかも教皇の随員であるかのように、光がその姿を最初に照らした瞬間の聖フランチェスコを見ることになる。聖人は浅い壁龕に不動の姿勢で立ち、その顔は献身の表情で天を仰いでいる。左側のドアからの強い光が聖人の上に降り、その姿を鮮明に輪郭づけると同時にその影を右側の壁に落としている。修道服はまっすぐに垂れ下がり、平行に走る長い襞が身体の垂直さを強調している。スルバランは不動の身体と生気のある顔の表情を見事に対比させることにより、死んでいながらも生きている人間の印象を生み出すことに成功している。

## スルバランの『聖フランチェスコ』

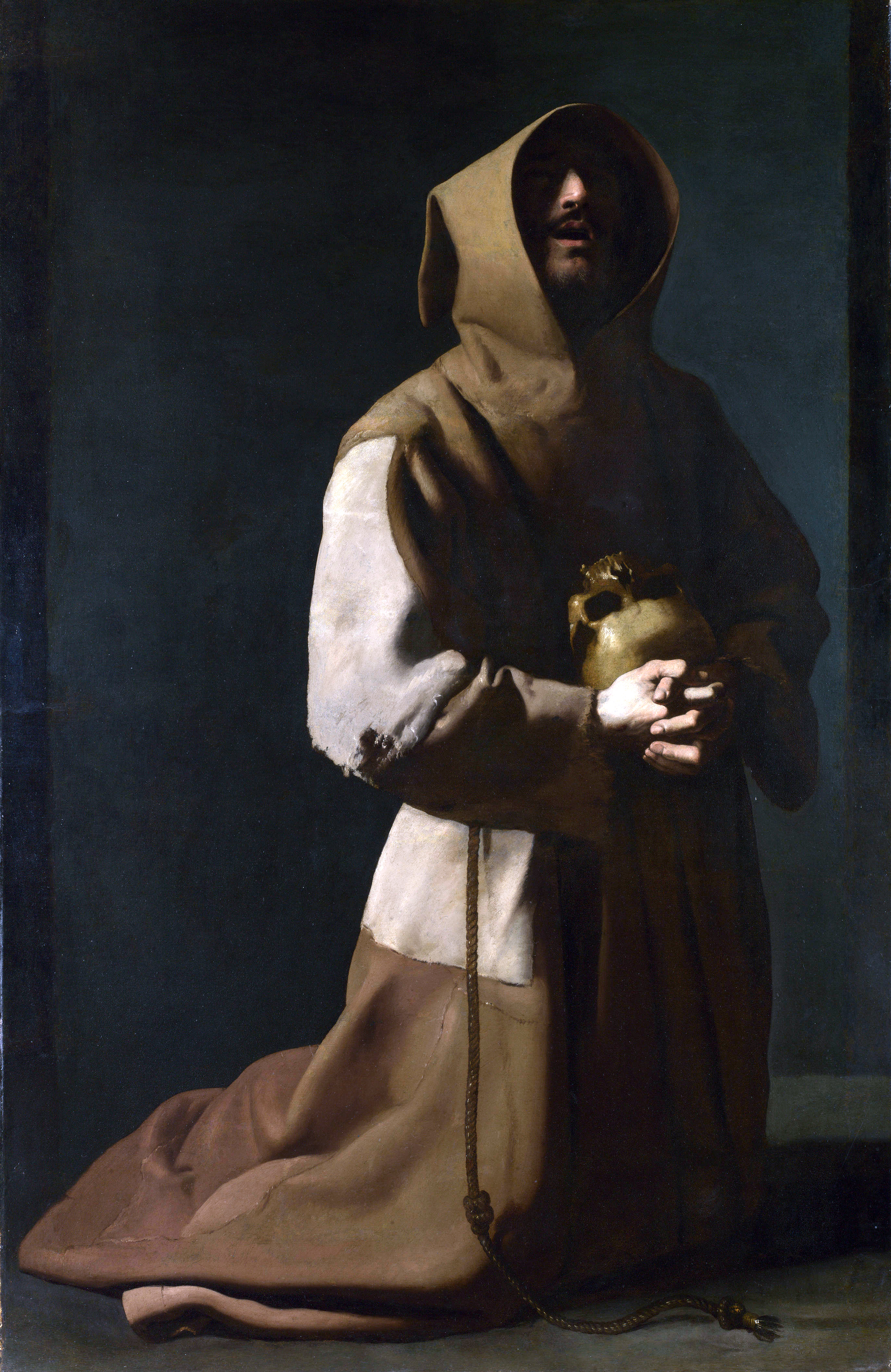
『瞑想する聖フランチェスコ』（1635-1639年）ナショナル・ギャラリー (ロンドン)
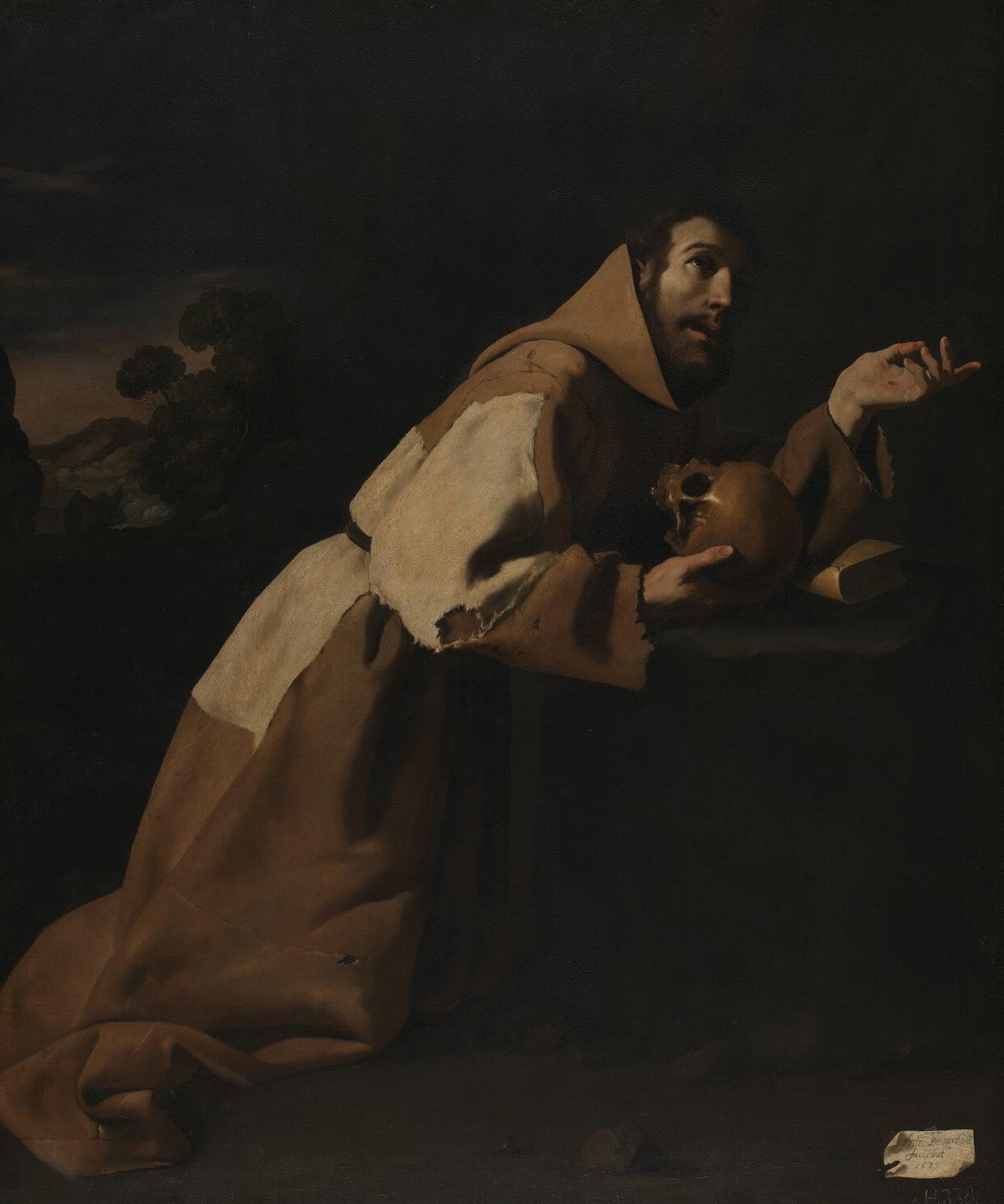
『瞑想する聖フランチェスコ』（1639年）ナショナル・ギャラリー (ロンドン)
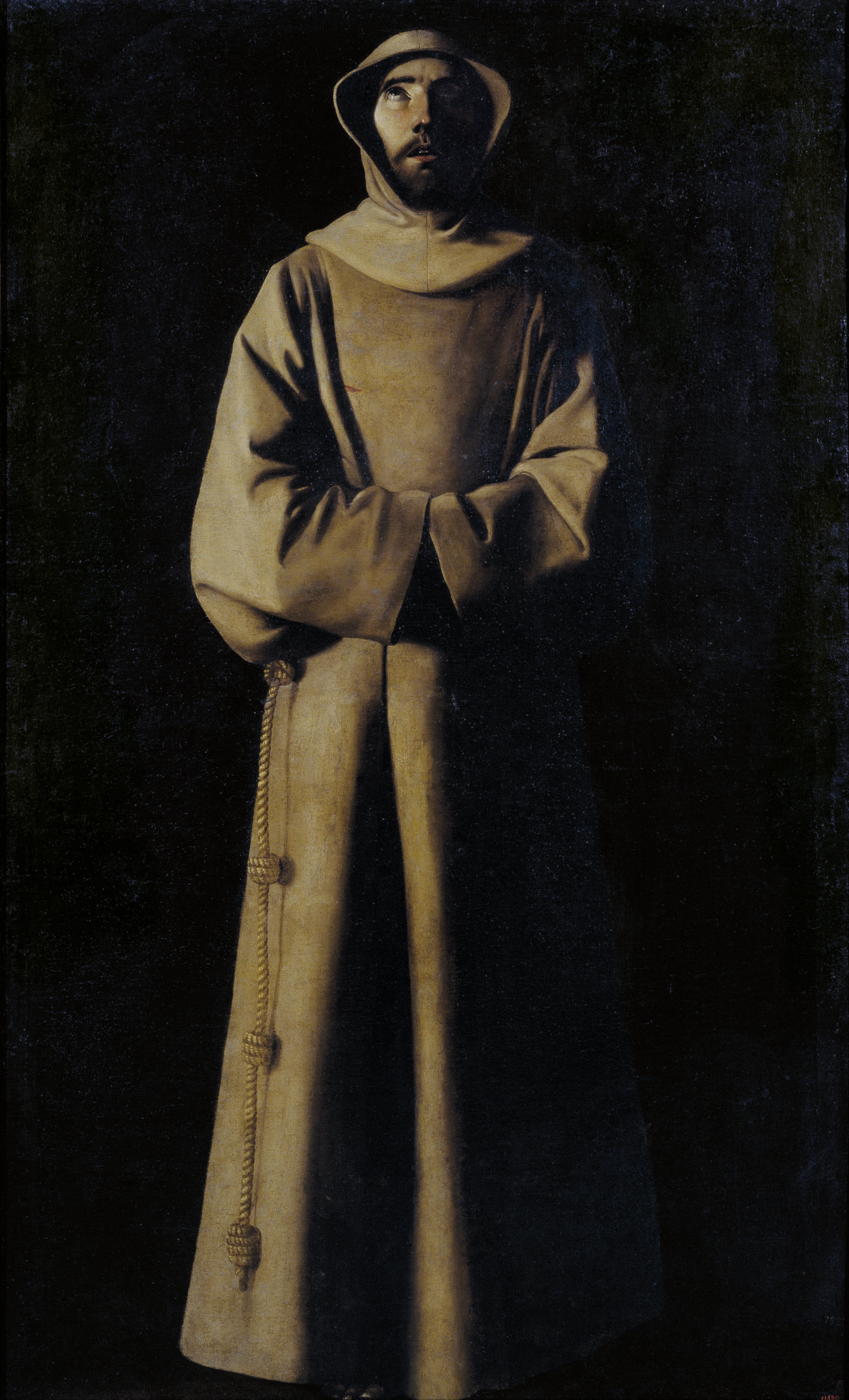
『聖フランチェスコ』（1640年ごろ[5]）カタルーニャ美術館 (バルセロナ)
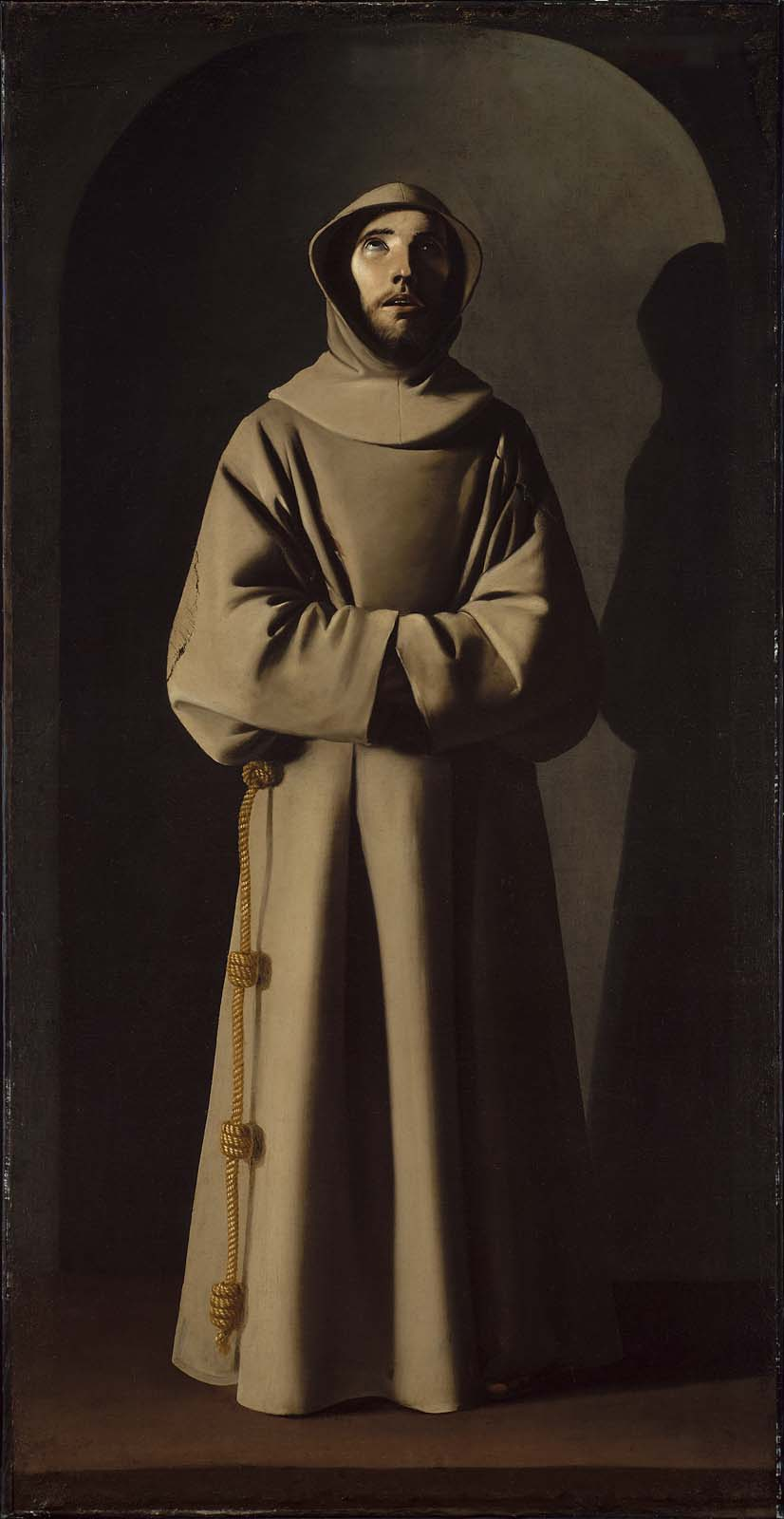
『聖フランチェスコ』（1640-1645年ごろ[4]）ボストン美術館
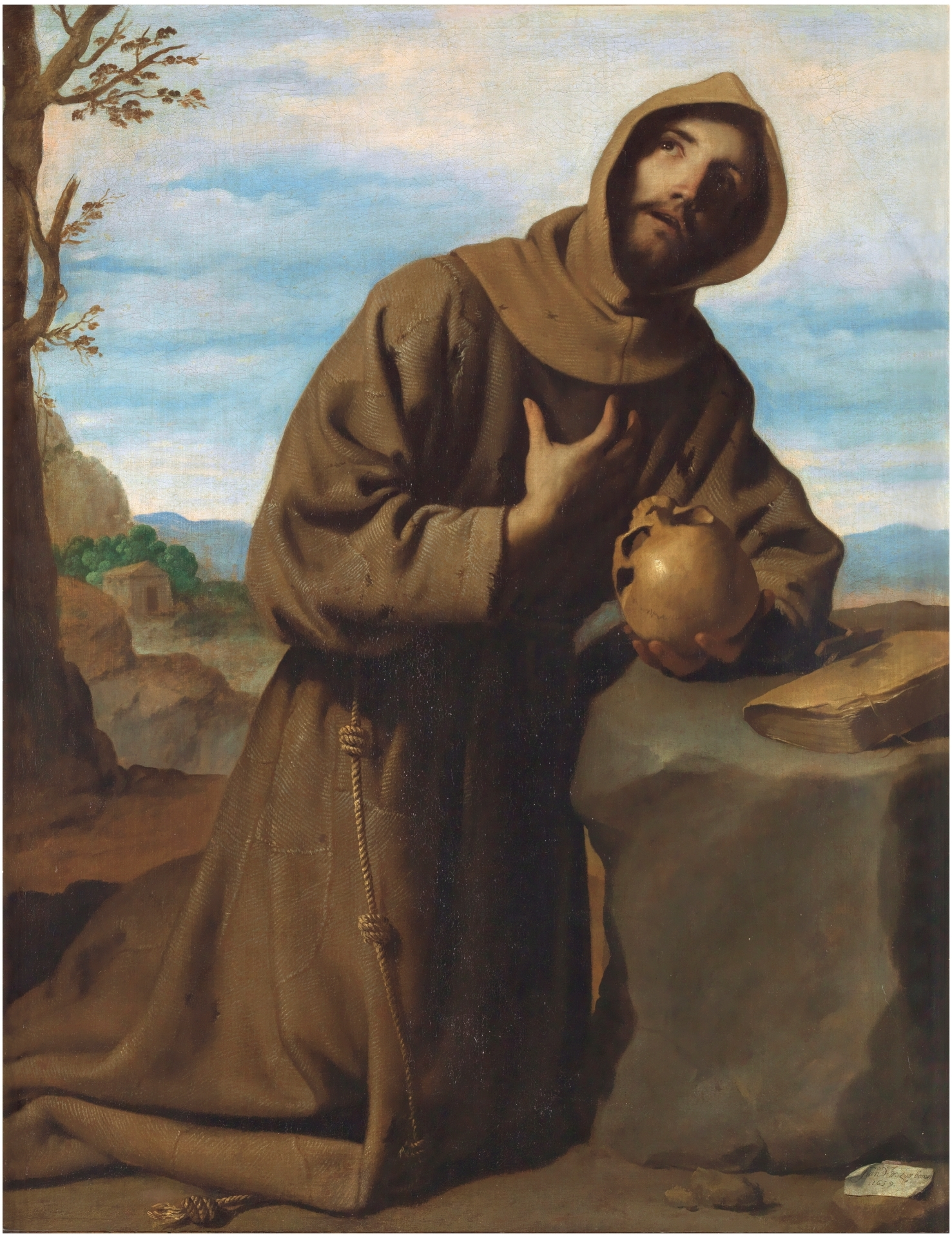
『祈る聖フランチェスコ』 (1659年) プラド美術館 (マドリード)
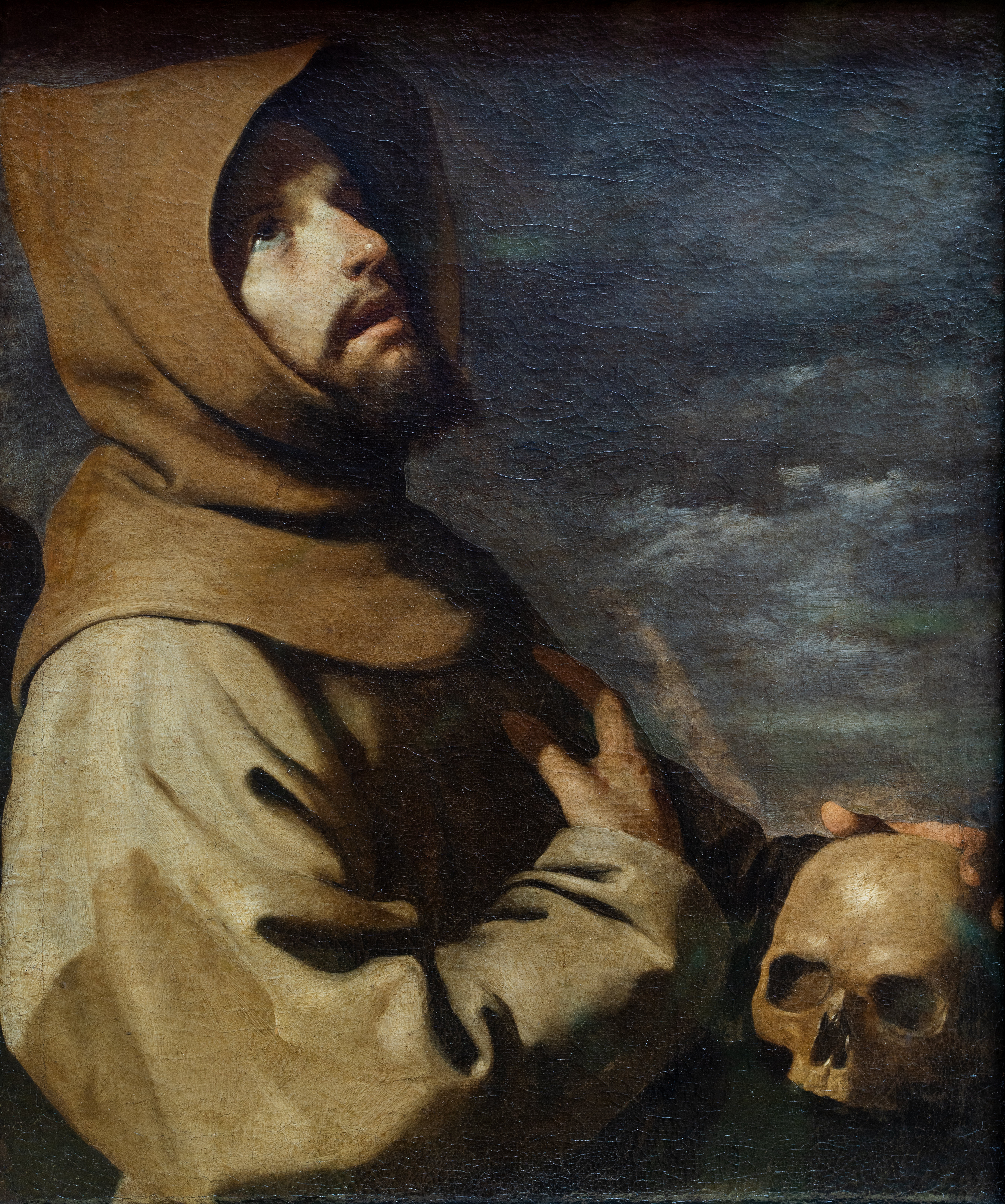
『恍惚の聖フランチェスコ』（1658-1660年）アルテ・ピナコテーク (ミュンヘン)